# Astilbe thunbergii
Astilbe thunbergii là một loài thực vật có hoa trong họ Saxifragaceae. Loài này được (Siebold & Zucc.) Miq. miêu tả khoa học đầu tiên năm 1867.